# Tribulje
 Tribulje  (olaszul: Tribuglie) falu Horvátországban Tengermellék-Hegyvidék megyében. Közigazgatásilag Dobrinjhoz tartozik.

## Fekvése
Krk belsejében, községközpontjától 2 km-re északnyugatra a Dobrinjjal szembeni magaslaton fekszik. Köztük fekszik a Dobrinji mező (Dobrinjsko polje). A Soline-öböl 2 km-re északkeletre található innen.

## Története
A település a 15. század végén egy velencei okiratban bukkan fel először. Ezután már több glagolita iratban is szerepel. Neve a helyiek nyelvén Tribuje valószínűleg egy mára kihalt óhorvát ča nyelvjárású szóból származik. A sziget 1480-tól közvetlenül Velencei Köztársasághoz tartozott. A napóleoni háborúk egyik következménye a 18. század végén a Velencei Köztársaság megszűnése volt. Napóleon bukása után Krk is osztrák kézre került, majd a 19. század folyamán osztrák uralom alatt állt. 1867-től 1918-ig az Osztrák-Magyar Monarchia része volt. 1857-ben 64, 1910-ben 68 lakosa volt. Az Osztrák–Magyar Monarchia bukását rövid olasz uralom követte, majd a település a Szerb–Horvát–Szlovén Királyság része lett. A második világháború idején előbb olasz, majd német csapatok szállták meg. A háborút követően újra Jugoszlávia, majd az önálló horvát állam része lett. 2011-ben 52 lakosa volt, akik régebben főként mezőgazdaságból éltek, melyhez a Dobrinji mező ideális körülményeket nyújtott. Ma inkább állattenyésztéssel foglalkoznak.

## Lakosság
| Lakosság változása | Lakosság változása | Lakosság változása | Lakosság változása | Lakosság változása | Lakosság változása | Lakosság változása | Lakosság változása | Lakosság változása | Lakosság változása | Lakosság változása | Lakosság változása | Lakosság változása | Lakosság változása | Lakosság változása | Lakosság változása |
| ------------------ | ------------------ | ------------------ | ------------------ | ------------------ | ------------------ | ------------------ | ------------------ | ------------------ | ------------------ | ------------------ | ------------------ | ------------------ | ------------------ | ------------------ | ------------------ |
| 1857               | 1869               | 1880               | 1890               | 1900               | 1910               | 1921               | 1931               | 1948               | 1953               | 1961               | 1971               | 1981               | 1991               | 2001               | 2011               |
| 64                 | 70                 | 62                 | 72                 | 68                 | 68                 | 75                 | 81                 | 83                 | 86                 | 87                 | 79                 | 50                 | 56                 | 56                 | 52                 |